# Uvariopsis lovettiana
Uvariopsis lovettiana är en kirimojaväxtart som beskrevs av Couvreur och Q. Luke. Uvariopsis lovettiana ingår i släktet Uvariopsis och familjen kirimojaväxter. Inga underarter finns listade i Catalogue of Life.